# Amata grotei
Amata grotei là một loài bướm đêm thuộc phân họ Arctiinae, họ Erebidae.